# وكالة الطاقة الشمسية بأوروبا
وكالة الطاقة الشمسية باوروبا هي منظمة من منظمات مجلس الطاقة الأوروبي للطاقة المتجددة (EREC)، تحالف الكهرباء الريفي (ARE)، مجلس الطاقة الشمسية. وهي عضو أيضا من أعضاء الوكالة الدولية لأنظمة الطاقة الشمسية (IEA-PVPS)، والوكالة الأوروبية لمصادر الطاقة المتجددة (EUFORES).
تهدف الوكالة إلى حماية البيئة من التلوث وتقليل نسبة غاز ثاني أكسيد الكربون في الهواء ومخاطر البترول وتوفير مصدر متجدد للطاقة، تعزيز الفرص التجارية لتوليد الطاقة الشمسية في أوروبا. تهتم الوكالة بكل مكون من مكونات النظام الشمسي بداية من السليكون الداخل في صناعة الخلايا، خطوط الإنتاج، كفاءة الخلايا وأسواق الطاقة المتجددة.

## المنشورات
من أهم وآخر التقارير التي نشرتها وكالة الطاقة الشمسية بأوروبا:
- تقرير عن سوق الطاقة الشمسية لعام 2015 ونشر في عام 2016.[3]
- ورقة بحثية عن التخزين الأمثل للطاقة الشمسية ونشر في عام 2016.[4]
- مقدار الزيادة في السعة الكلية في أوروبا ونشر عام 2015.[5]
- نظرة عن مستقبل سوق الطاقة الشمسية في الفترة ما بين 2015 - 2019.[6]

## المشاريع
الوكالة مشتركة في العديد من المشاريع مثل:
- مشروع شيتا (الفهد CHEETAH).[7]
- مشروع crowdfunder.[8]
- مشروع Market4RES.[9]
- مشروع التكنولوجيا الأوروبية ومنصة الابتكار للطاقة الشمسية PV TP-SEC III.[10]
- مشروع تمويل الخلايا الشمسية.[11]
- مشروع تمويل البنوك للأنظمة الشمسية.[12]
- البرنامج التعاوني لأفريقيا وأوروبا للطاقة الشمسية.[13]

## وصلات خارجية
- الموقع الرسمي